# Ана Чемінава
Ана Чемінава (нар. 1 лютого 1996, Грузія) — грузинська футболістка, нападниця жіночої команди литовського клубу «МФА Жальгіріс» та жіночої збірної Сакартвело.

## Життєпис
Футбольної майстерності навчалася на батьківщині. Виступала за дівочі збірні Грузії різних вікових категорій.
У 2015 році прибула до Литви, де уклала договір з вільнюським МФА «Жальгіріс». .
2017 року продовжила контракт з вільнюський МФА «Жальгіріс». Отримала футболку з 8-м ігровим номером. У першому матчі нового сезону відзначилася голом. У наступному матчі також відзначився голом.
З 2020 року працює тренером дівчаток.
У листопаді 2021 року переїхала до Туреччини, де підписала 1-річний контракт з клубом Суперліги «Фомгет».
Виступала за дівочі збірні Грузії різних вікових категорій. Зіграла 11 матчів за дівочу збірну Грузії WU-17.
Викликається до національної збірної Грузії.